# Epilohmannia kulaginae
Epilohmannia kulaginae är en kvalsterart som beskrevs av Shtanchaeva 1993. Epilohmannia kulaginae ingår i släktet Epilohmannia och familjen Epilohmanniidae. Inga underarter finns listade i Catalogue of Life.